# Савушкина, Нина Ивановна
Ни́на Ива́новна Са́вушкина (5 сентября 1929—21 октября 1993) — советский и российский фольклорист, педагог, собиратель и популяризатор народной русской культуры. Профессор МГУ имени М. В. Ломоносова.

## Биография
Окончила филологический факультет МГУ (1952), аспирантуру при кафедре русского устного народного творчества (1956), ученица Эрны Васильевны Померанцевой. В 1956 году защитила кандидатскую диссертацию «Идейно-художественные особенности бытовой сказки и её общественно-воспитательная роль в современности».
Старший научный сотрудник Государственного литературного музея (1956—1960, младший научный сорудник Института истории искусств (1960—1964). С 1964 года и до конца жизни работала на кафедре русского устного народного творчества филологического факультета МГУ, с 1985 года профессор.
Являлась организатором и руководителем фольклорных экспедиций в районы Русского Севера, в Поволжье, Кировскую область (всего более 50 экспедиций).
В 1984 году защитила докторскую диссертацию на тему «Русская народная драма XIX — начала XX века как явление фольклорного искусства».
Н. И. Савушкина разрабатывала метод сплошного обследования населенного пункта в сельской местности, внедряла в собирательскую практику детализированные вопросники. Требовала от участников экспедиций добротных и качественных записей, в том числе, фиксации обрядовых комплексов (свадьба, похороны, календарная обрядность).
С 1994 по 2005 год на филфаке МГУ были проведены шесть Всероссийских научно-практических конференций «Фольклор и современность» (Савушкинские чтения). Материалы конференций издавались в 1995, 2002 и 2007 годах.

## Основные труды
- Савушкина Н. И. Русская советская поэзия 20-х годов и фольклор. Учебное пособие по спецкурсу для студентов-заочников филологических факультетов государственных университетов — М.: Изд-во Московского университета, 1971. — 108 с. 2500 экз.
- Савушкина Н. И. О собирании фольклора. Учебное пособие для студентов-заочников филологических факультетов государственных университетов — М.: Изд-во Московского университета, 1974. — 84 с. 2000 экз.
- Савушкина Н. И. Русский народный театр / Отв. ред. Э. В. Померанцева — М.: Наука, 1976. «Из истории мировой культуры» — 152 с. 32 000 экз.
- Обрядовая поэзия Пинежья. Материалы фольклорных экспедиций в Пинежский район Архангельской области (1970—1972 гг.) / Отв. ред. Савушкина Н. И. — М.: Изд-во Московского университета, 1980. — 280 с. 9170 экз.
- Савушкина Н. И. Русская народная драма: художественное своеобразие — М.: Изд-во Московского университета, 1988. — 232 с. ISBN 5-211-00173-7
- Фольклорный театр / Сост., вступ. ст., предисл. к текстам и коммент. А. Ф. Некрыловой, Н. И. Савушкиной. — М.: Современник, 1988. — (Классическая б-ка «Современника»)